# Hauptpol
Der Begriff Hauptpolwicklung wird  bei  Gleichstrommaschinen verwendet. Hier wird das Hauptmagnetfeld durch die gleichspannungsgespeisten Hauptpolwicklungen erzeugt, die auf den Hauptpolen in Reihe geschaltet sind, oder durch Permanentmagneten, die sich auf dem Hauptpol des Stators befinden. Der durch die Hauptpolwicklung hervorgerufene magnetische Fluss Φ durchsetzt den Luftspalt und den Anker einer Gleichstrommaschine.
Da die Hauptpole keinem Wechselfeld und damit verbundenen Wirbelströmen ausgesetzt sind, brauchen sie nicht aus Elektroblech gefertigt zu sein, stattdessen können sie aus Guss- oder Walzstahl hergestellt werden.
Bei Dreh- und Wechselstrommaschinen spricht man statt dem Hauptpol von der Erregerwicklung, aber auch im Zusammenhang mit Gleichstrommaschinen ist dieser Begriff üblich.